# Isabella Galletti Gianoli
Isabella Galletti Gianoli (nata Filomena Rustichelli; Bologna, 11 novembre 1835 – Milano, 31 ottobre 1901) è stata una cantante lirica italiana.

## Biografia
Figlia di Antonio, custode della Basilica di San Petronio, e di Maria Galletti, fu notata dall'impresario Luigi Vedriani, il quale la introdusse al mondo operistico.
Nel 1852 debuttò interpretando un ruolo minore nel Nabucco a Pieve di Cento. In seguito interpretò Leonora in La forza del destino e Eboli in Don Carlo a Milano e Azucena ne Il trovatore a Parma, e il 24 febbraio 1863 si esibì nella prima de Il brigidino di Verdi alla Camera della Badessa. Successivamente si esibì a Spoleto e a Venezia e fu prima donna al Teatro di Corfù. Cantò inoltre al Comunale di Ferrara nel 1859, al Teatro Grande di Trieste nel 1860, e si aggregò all'Accademia Filarmonica di Bologna.
A causa delle numerose gravidanze e delle morti premature di alcuni dei suoi figli, fu costretta ad interrompere frequentemente la sua carriera e a rinunciare a svariate apparizioni e tournée, come ad esempio al Teatro alla Scala, a Vienna, Londra e San Pietroburgo.
All'Opera del Cairo Paul Draneht le propose il ruolo di Aida, nonostante trovasse la sua personalità un po' capricciosa. Tornata in Italia cantò in prima assoluta in Olema di Carlo Pedrotti a Modena, e nel 1875 a Firenze cantò il melodramma in 5 atti intitolato Dolores, scritto appositamente per lei.
Appesantita e affaticata dai numerosi viaggi all'estero, nel 1883 smise di cantare per dedicarsi all'insegnamento.

## Vita privata
Nel 1858 sposò il pesarese Girolamo Gianoli, dal quale ebbe 7 figli. Prima del matrimonio ebbe un figlio illegittimo.